# GourmetBryggeriet
GourmetBryggeriet er et mikrobryggeri, der ligger i Roskilde. Bryggeriet er grundlagt af gourmet, kok og restauratør Lars Dietrichsen og brygmester Michael Knoth i foråret 2005, og de første øl var på hylderne i udvalgte butikker fra september 2005.
Produktionen er vokset støt siden etablering af bryggeriet. Allerede efter det første år var produktionen øget med mere end 500%, og i dag er GourmetBryggeriets årlige kapacitet på ca. 1,2 mio. liter, hvilket gør det til det største danske mikrobryggeri.
GourmetBryggeriets faste sortiment består af ni forskellige øl, hvoraf de to dog kun fås på fad, kombineret med syv forskellige sæsonprodukter.
GourmetBryggeriet A/S blev i december 2006 optaget til notering på First North-børsen under OMX. For regnskabsåret 1. juli 2006 – 30. juni 2007 realiserede selskabet et underskud før skat på ca. kr. 1,9 million. 
Den 1. maj 2007 indgik GourmetBryggeriet et samarbejde med det økonomisk vanskeligt stillede mikrobryggeri Ølfabrikken, der er kendt for eksperimenterende og kraftigt smagende øltyper. Samarbejdet resulterede i at GourmetBryggeriet fra januar 2008 ejer Ølfabrikken 100%, men at produktionen videreføres under navnet Ølfabrikken.
De to hovedaktionærer fra GourmetBryggeriet indgik 1. maj 2009 en betinget aftale med Harboe Bryggeri om overdragelse af ca. 75 % af selskabets aktiekapital. Harboe Bryggeri ønsker samtidig også at erhverve de sidste 25%. GourmetBryggeriet havde allerede forretningsmæssige forbindelser til Harboes Bryggeri. Ølfabrikkens dåseøl blev brygget på Harboe.